# Der Mann, der zu Weihnachten kam
Der Mann, der zu Weihnachten kam (Originaltitel: Mr. Soft Touch) ist ein US-amerikanischer Kriminalfilm aus dem Jahr 1949 von Henry Levin und Gordon Douglas mit Glenn Ford und Evelyn Keyes in den Hauptrollen. Der Film noir wurde von Columbia Pictures produziert.

## Handlung
Nachdem sein Nachtclub von Gangstern übernommen wurde, stiehlt der Kriegsheimkehrer Joe Miracle 100.000 Dollar aus dem Safe. Joe versteckt sich bei Victor Christopher, dem Bruder seines toten Partners Leon, und dessen Frau Clara. Clara verschafft Joe eine Schiffspassage, jedoch läuft das Schiff erst am nächsten Abend, dem Weihnachtsabend, aus. Während Joe über seine Zukunft nachdenkt, wollen Polizeibeamte das Haus der Christophers durchsuchen. Doch nicht Joe ist das Ziel, die Beamten gehen Hinweisen gegen Victor nach, der seine Frau schlagen soll. Die Polizisten halten Joe für Victor und nehmen ihn fest. Da ihn seine Verfolger nicht im Gefängnis vermuten, arrangiert sich Joe mit dem Gedanken, als Victor für kurze Zeit ins Gefängnis zu gehen. Die Sozialarbeiterin Jenny Jones schlägt dem Richter vor, Joe zu einer kurzen Haftzeit zu verurteilen. Joe selber bietet an, in Jennys Reforminstitut zu gehen, um dort seine Aggressionen gegenüber Clara in den Griff zu bekommen. 
Joe telefoniert mit Clara, die ihm sein Geld bringen soll. Während er Dekorationen für Weihnachten anbringt, überreden ihn ein paar Jugendliche zu einem Würfelspiel. Joe gewinnt das Geld der Jungen, das sie für den Kauf eines Weihnachtsbaums aufwenden sollten. Heimlich legt er den Gewinn auf Jennys Schreibtisch, die Jugendlichen sollen selber erklären, was los ist. Clara bringt Joe das Geld, das er in der Turnhalle versteckt. Als die Jugendlichen im Park einen Baum fällen und erwischt werden, kann Jenny eine Anklage abwenden. Sie erfährt von dem Würfelspiel und ist verärgert, dass Joe ihre Schützlinge zum Glücksspiel verführt hat. Als Joe unabsichtlich ein Klavier beschädigt, hat Jenny genug und will ihn rauswerfen. Erst als sie das Geld auf ihrem Schreibtisch sieht, ändert sie ihre Meinung. 
Joe sucht einen Klavierladen auf, der als Tarnung für einen Buchmacher dient. Er erreicht, dass ein Klavier kostenlos zu Jennys Institut geliefert wird. Der Reporter Henry Byrd erkennt Joe und folgt ihm zum Institut und fragt Jenny nach ihm aus. Nachdem ein Angestellter unter Joes Matratze eine Pistole gefunden hat, will Jenny, dass Joe das Institut verlässt, da sie seine wahre Identität kennt. Das Gespräch wird von einer Lieferung neuer Handtücher, Laken und Badezimmerartikel unterbrochen, die Joe besorgt hat. Während Joe seine Sachen packt, sucht ihn Byrd auf. Von dem erfährt er, dass sein Partner Leon vom Gangstersyndikat ermordet wurde, weil er den Nachtclub nicht abgeben wollte.
Joe fragt Jenny, ob sie mit ihm das Land verlassen will. Bevor sie antworten kann, erscheinen Gangster des Syndikats, von Byrd alarmiert, und verlangen das gestohlene Geld zurück. Jenny fleht Joe an, das Geld herauszugeben, doch Joe weigert sich. Die Gangster legen Feuer und können im folgenden Chaos das Geld finden und an sich bringen. Das Institut brennt nieder. Nach einiger Zeit schleicht sich Joe in den Nachtclub und kann den Gangsterboss Barney Teener zur Herausgabe des Geldes zwingen. Das Geld spendet er einem Fond zum Wiederaufbau des Institutes. Joe wird von einem Gangster angeschossen. Während seiner Genesung beschließen er und Jenny, die Zukunft miteinander zu verbringen.

## Produktion

### Hintergrund
Gedreht wurde der Film vom 9. August bis zum 23. September 1948 in San Francisco.

### Stab
Frank A. Tuttle war für das Szenenbild zuständig, Jean Louis für die Kostüme. Der musikalische Direktor war Morris Stoloff.

### Besetzung
In kleinen nicht im Abspann erwähnten Nebenrollen traten Gene Collins, Heinie Conklin, William Edmunds, Mary Gordon, Ilka Grüning, Myron Healey, Olin Howland, Teddy Infuhr, Ray Teal und Charles Trowbridge auf. Ebenfalls unerwähnt blieben Ray Mayer und Angela Clarke als Victor und Clara Christopher.
William Bishop ist als Radiomoderator zu hören.
Für Roman Bohnen war es die letzte Filmrolle. Er starb im Februar 1949, knapp fünf Monate vor der Uraufführung des Films.

## Veröffentlichung
Die Premiere des Films fand am 28. Juli 1949 in Los Angeles statt. In der Bundesrepublik Deutschland wurde er am 29. Dezember 1979 im deutschen Fernsehen ausgestrahlt.

## Kritiken
Der Filmkritiken-Aggregator Rotten Tomatoes hat in einer Auswertung ein Publikumsergebnis von 58 Prozent positiver Bewertungen ermittelt.
Das Lexikon des internationalen Films schrieb: „Unterhaltsame Mischung aus Krimi, Komödie und Melodram, menschlich ansprechend und in der Hauptrolle ausgezeichnet gespielt.“
Der Kritiker des TV Guide befand, dass durch den Einsatz zweier Regisseure ein unausgeglichenes Tempo zu sehen sei, zudem seien die Darstellungen abgedroschen.